# Апікальна меристема
Апікальна меристема — група меристематичних (твірних) клітин, організованих у ростовий центр, що займає термінальне положення в стеблі та забезпечує утворення всіх органів і первинних тканин паростка. Формує конус наростання пагона і кореня і забезпечує ріст у довжину.